# Lysandra caerulescens
Lysandra caerulescens är en fjärilsart som beskrevs av Charles Oberthür 1909. Lysandra caerulescens ingår i släktet Lysandra och familjen juvelvingar. Inga underarter finns listade i Catalogue of Life.